# میخ‌پنجه گابن
میخ‌پنجه گابن (نام علمی: Centropus anselli) نام یک گونه از سرده میخ‌پنجه است.